# Bidzina Ivanishvili
Boris Ivanishvili, detto Bidzina (georgiano:ბიძინა ივანიშვილი, conosciuto anche come Boris Grigoryevich Ivanishvili (russo:Борис Григо́рьевич Иванишви́ли); Chorvila, 18 febbraio 1956), è un politico e imprenditore georgiano,  primo ministro della Georgia dall'ottobre 2012 al 20 novembre 2013, dopo essersi imposto nelle elezioni politiche del 1º ottobre 2012..
È uno degli uomini più ricchi della Georgia; la sua ricchezza è stata stimata in 7 miliardi di dollari nel 2024. Si è arricchito in Russia negli anni '90 dopo il crollo dell'Unione Sovietica. Inizialmente ha venduto computer in Russia prima di acquisire attività bancarie e metalliche a buon mercato quando il governo russo ha privatizzato i suoi beni statali dell'era sovietica durante le epoche di Mikhail Gorbaciov e Boris Eltsin, diventando un oligarca. Tuttavia, Ivanishvili ha lasciato la Russia quando Vladimir Putin è salito al potere, nel 2002, e si è trasferito in Francia, ottenendo anche la cittadinanza francese.
Ivanishvili è entrato in politica nel 2012, quando ha fondato il partito "Sogno Georgiano" (Georgian Dream-Democratic Georgia), che ha vinto le elezioni parlamentari del 1º ottobre 2012, sconfiggendo il partito del presidente georgiano Mikheil Saakashvili "Movimento Nazionale Unito"  e conquistando 83 seggi su 150. Ivanishvili ha chiamato l'ex calciatore Kakha Kaladze a ricoprire il ruolo di vice-premier. In meno di un anno Ivanishvili è riuscito ad unire rapidamente gran parte delle forze politiche e di opposizione contrarie al governo Saakashvili, formando un polo politico alternativo sui temi delle riforme sociali, sulla mancanza di un sistema giudiziario indipendente e garantista, ma anche sulla denuncia delle ingiustizie ai danni delle istituzioni democratiche compiute dal governo in carica, e le pressioni politiche su soggetti ritenuti vicini alle forze di opposizione.
Nel 2013 Ivanishvili si è dimesso dalla carica di Primo Ministro, affermando di aver lasciato la politica. Nel 2018 è tornato invece in politica ed è stato eletto presidente del partito "Sogno Georgiano". Nel 2021 ha nuovamente lasciato tutte le posizioni politiche, affermando di aver raggiunto i suoi obiettivi politici. Tuttavia, è comunemente visto come un'eminenza grigia della politica georgiana.

## Biografia
Ultimo di cinque figli, Bidzina Ivanishvili è nato in una famiglia povera nel villaggio georgiano di Chorvila. Suo padre lavorava in una fabbrica di manganese. Si è diplomato al liceo di Sachkhere, quindi si è laureato nel 1980 alla Facoltà di Ingegneria ed Economia dell'Università Statale di Tbilisi. Nel 1982 si è trasferito a Mosca per un dottorato di ricerca in economia presso l'Università Statale di Ingegneria Ferroviaria di Mosca. Lo ha ottenuto nel 1986 presso l'Istituto di ricerca del lavoro e delle questioni sociali di Mosca.

## Attività imprenditoriale
Prima del 1990, mentre viveva a Mosca, Ivanishvili ha incontrato Vitalij Malkin, un uomo d'affari russo entrato in seguito in politica, con cui formò una partnership vendendo computer e successivamente importando quelli che allora erano una novità in Russia, telefoni a pulsante. La fonte della sua grande ricchezza sono i metalli e le banche. La descrizione della rivista Forbes del segreto del suo successo potrebbe applicarsi a dozzine di altri oligarchi in Russia: "Comprò aziende non necessarie a nessuno per decine di milioni di dollari e le vendette per miliardi di dollari".
Nel 1990 lui e Malkin hanno creato "Rossiysky Kredit", che è la più grande holding di Ivanishvili. Nel corso degli anni, ha venduto altre attività accumulate da lui durante l'era delle privatizzazioni in Russia, investendo i proventi nel mercato azionario russo. Ha anche interessi in hotel, tra cui Hotel Lux, e in una catena russa di farmacie chiamata "Doctor Stoletov". Ha anche riqualificato un'ex fabbrica nel centro di Mosca in un complesso abitativo di lusso.

## Attività politica
Nel marzo 2010, Ivanishvili ha ottenuto la cittadinanza francese. Nel mese di ottobre 2011, è stato privato della sua cittadinanza georgiana, ai sensi dell'art. 32 della legge sulla cittadinanza georgiana, poco dopo aver annunciato la sua intenzione di formare un partito politico per sfidare il presidente georgiano Mikheil Saakashvili.
Nell'aprile 2012, Ivanishvili ha fondato il partito georgiano Dream-Democratic Georgia con l'intenzione di sfidare il Movimento Nazionale Unito al potere nelle elezioni parlamentari previste per ottobre 2012. La coalizione Georgian Dream era composta dal Partito Repubblicano di Georgia, Dalla Nostra Georgia - Democratici Liberi, dal Forum Nazionale, dal Partito Conservatore della Georgia e dal Partito Industria Salverà la Georgia. Il capo di quest'ultimo partito ha pubblicamente riconosciuto nell'aprile 2012 di non condividere tutte le opinioni di Ivanishvili sulla politica estera, specialmente nella scelta di aderire alla NATO.

### Primo Ministro
Il 25 ottobre 2012 è stato eletto primo ministro della Georgia. Dopo la nomina a primo ministro riottiene la cittadinanza georgiana e la cittadinanza francese viene abrogata.
Durante questo periodo, è entrato in vigore il Programma sanitario universale statale (rendendo gratuiti interventi chirurgici di emergenza e parto), è stata avviata la riforma del sistema di autogoverno e il progetto di salvataggio dei villaggi è stato sviluppato.
Il 20 novembre 2013 ha rassegnato le dimissioni in coincidenza con le elezioni presidenziali che hanno visto la vittoria del candidato Giorgi Margvelashvili, venendo sostituito nella carica di primo ministro da Irak'li Gharibashvili.
Nel 2018, Ivanishvili è tornato in politica ed è stato rieletto presidente del partito georgiano Dream-Democratic Georgia.
L'11 gennaio 2021, poco dopo le elezioni parlamentari georgiane del 2020, Ivanishvili ha annunciato che stava lasciando decisamente la politica e si è dimesso da presidente di Georgian Dream, affermando che "aveva raggiunto il suo obiettivo".

## Vita privata
Si è sposato con Ekaterine "Eka" Khvedelidze nell'ottobre 1991. Hanno quattro figli: Uta, Bera (noto cantante e rapper in Georgia), Tsotne e Gvantsa; Bera e Tsotne sono entrambi albini.
Ivanishvili possiede diverse proprietà, tra cui una villa sopra Tbilisi che vale circa 50 milioni di dollari, appositamente progettata per lui dall'architetto russo Mikhail Khazanov e rifinita dall'architetto giapponese Shin Takamatsu.
È anche conosciuto con il nome russo Boris, usato in precedenza mentre lavorava in Russia e anche in Occidente. Tuttavia, è tornato al suo nome georgiano Bidzina nel 2011. Ha interesse per il mondo dell'arte: ha acquistato opere di Pablo Picasso e dell'artista contemporaneo Peter Doig alle aste internazionali. Ha comprato anche Arsenal Hill at Night di Niko Pirosmani, pagando un record di 1,5 milioni di dollari per un dipinto di un artista georgiano. Ha quindi donato il dipinto al Museo Statale delle Arti della Georgia.

## Beneficenza
Bidzina Ivanishvili ha fondato, insieme alla moglie Ekaterine Khvedelidze, la Cartu International Charity Foundation nel 1995. La famiglia Ivanishvili è l'unica donatrice della fondazione. Con le finanze della fondazione sono stati attuati vari progetti.